# VS-300
Vought-Sikorsky VS-300 (или S-46) е първият опитен вертолет, създаден по дизайн на авиолегендата Игор Сикорски, от компанията му Sikorsky Aircraft, която от 1929 г. е част от United Technologies.
Първият полет на машината е на 14 септември 1939 г. Полетът е извършен на метри от земята, като машината е привързана с осигурително въже. След промени и ремонт заради инцидента (хеликоптерът се е преобърнал), на 13 май 1940 г. Сикорски излита за първи път без привързване. VS-300 е първият успешен еднороторен хеликоптер с три перки в Съединените щати и първият успешен хеликоптер, в който за противодействие на въртящия момент се използва единичен вертикален плосък опашен ротор. Задвижван е от двигател с мощност 75 hp (56 kW).
По-късно Сикорски прикрепя понтони към VS-300 и извършва кацане и излитане във вода на 17 април 1941 г., което прави този апарат първия практичен хеликоптер-амфибия.
В началото на 1941 г. дейността на компанията Sikorsky е оценена от ръководството на ВВС на САЩ, а висши армейски служители подкрепят разработката на хеликоптера и се отпускат средства за развитието на проекта VS-316 (S-47), който получава армейско означение XR-4, и за изработването на един модел.
На 6 май 1941 г. VS-300 подобрява световния рекорд за продължителност на полета, държан от Focke-Wulf Fw 61, като остава във въздуха 1 час 32 минути и 26,1 секунди. Двуместна версия е доставена на американската армия през май 1942 г.
До есента на 1943 г. VS-300 напълно изчерпва своята полза като експериментално устройство. Общо по време на тестването на VS-300 са направени 18 основни модификации на превозното средство, няколкостотин незначителни промени и редица сериозни ремонти след аварии.
През октомври 1943 г. VS-300 е прехвърлен в Музея на Хенри Форд в Диърборн, Мичиган. Оттогава остава там, с изключение на едно пътуване обратно до завода на Sikorsky Aircraft за реставрация през 1985 г.